# Erik II. Dánský
Erik II. Dánský (Erik II Emune, 1090? – 18. červenec 1137) byl králem Dánska v letech 1134 až 1137. Jeho přízvisko Emune znamená pamětihodný.

## Život
Erik se narodil okolo roku 1090 jako nemanželský syn Erika I. a neznámé konkubíny. Jeho nevlastní bratr Knut Lavard mu věnoval některé dánské ostrovy,, takže se stal jarlem ostrovů Møn, Lolland a Falster. Když byl Lavard v roce 1131 zavražděn, Erik se připojil ke svému nevlastnímu bratrovi Haraldu Kesjovi v rebelii proti jeho vrahovi, králi Nielsovi. V dubnu téhož roku byl Erik zvolen protikrálem.
Erik proti Nielsovi prohrál několik bitev a stáhl se do Skåne. Neúspěšně se pokoušel přesvědčit císaře Lothara III., aby ho podpořil, a odmítl ho i Magnus IV. Norský. V roce 1134 jej podpořili jak arcibiskup z Lundu Aser, tak Lothar III. V roce 1134 s pomocí německých žoldáků porazil Nielsovu armádu u Foteviku a Niels brzy poté zemřel.

### Dánský král
Erik byl po Nielsově smrti prohlášen králem. Do Dánska se vrátil jeho nevlastní bratr Kesja, který byl ve Šlesvicku rovněž prohlášen králem. Erik však nechal zabít Kesju i jeho syny, ze kterých unikl jen Olaf Haraldsen, jeden z budoucích uchazečů o dánský trůn. Erik se poté snažil konsolidovat a legitimizovat svou vládu. Uděloval tituly a privilegia svým podporovatelům a byl známý svou tvrdostí k nepřátelům. Zahájil proces kanonizace Knuta Lavarda a založil klášter v Ringstedu.
V létě 1136 podnikl křížovou výpravu proti pohanským obyvatelům ostrova Rujána a jeho centru Arkona. Ještě předtím, v roce 1135, naopak prohrál námořní bitvu proti pomořanskému vládci Ratiboři I. a Slované vyplenili Roskilde (tehdy dánské hlavní město)..

### Smrt
V roce 1137 Erika II. zavraždil dánský šlechtic Sorte Plov. Podle legendy požádal o svolení přistoupit ke králi. Když shledal, že král nemá pod tunikou brnění, odrazil jeho ochránce a probodl ho kopím. Králův synovec Erik se přiblížil s mečem v ruce, ale Sorte mu řekl, aby se uklidnil, protože jako první v následnické linii bude novým dánským králem (Erik III.).

## Manželství a potomci
Ještě před svým nástupem na trůn se Erik oženil s Malmfrid Kyjevskou, dřívější manželkou norského krále Sigurda I. S ní však neměl potomky. Se svou milenkou Thunnou však měl nemanželského syna, který se později stal králem Svenem III.